# المعلمة (فلم 1958)
المعلمة هو فيلمٌ مصريٌ أُنتج عام 1958.
قصة الفيلم مستوحاة من مسرحية عطيل لشكسبير.

## قصة الفيلم
يُسجن المعلم عباس (يحيى شاهين)، صاحب دكان العطارة في حي الغورية، بعد أن تشاجر مع زمرة من أبناء حيه، ولكن كان قد عقد قرانه على المعلمة توحة (تحية كاريوكا)، وهو لا يعلم أن المعلم حافظ (محمود المليجي) يهيم حباً. يحاول المعلم حافظ استغلال غياب عباس للتقرب من توحة، لكنها تخلص لزوجها.
يخرج عباس من السجن، ويحتفل الجميع بخروجه، لكن حافظ، المغرم بتوحة، يحاول أن يزرع في صدره الشكوك حول إخلاص زوجته، ويوهمه أن لها علاقة مع فتحي (عمر الحريري) الذي عمل في دكان العطارة. يساعده في ذلك مدبولي (محمد توفيق)، مدمن المخدرات الذي يتحكم به عباس. بل إن مدبولى يبلغ توحة، بتدبير من المعلم حافظ، أن عباس يسهر في بيت للعاهرات. تقابل توحة عباس في بيت الدعارة، فيتشاجران، ويطلقها.
يسقط مدبولي أرضاً لإدمانه المخدرات، فتقوم توحة بحمله إلى بيتها ومساعدته. يتأثر مدبولي ويبلغ توحة بمكائد المعلم حافظ. يأتي عباس بالصدفة إلى بيته، ويجد مدبولي، ويعتقد أن توحة تخونه معها، فيقوم بخنقها، وتسقط معتقداً أنها ماتت. لكنه يعلم حقيقة براءتها من مدبولي، فيقرر الانتقام من المعلم حافظ. يقوم عباس بضرب حافظ، ورجاله، ويقوم مدبولي بقتل حافظ.

## إنتاج الفيلم
هذا الفيلم هو الفيلم الوحيد الذي أنتجته تحية كاريوكا، وقد باعت في سبيل إنتاجه خاتماً من الألماس.

## وصلات خارجية
- مقالات تستعمل روابط فنية بلا صلة مع ويكي بيانات
- المعلمة على كاروهات
- المعلمة على الدهليز

## مصدر
1. 1 2  تعرف على سبب هجوم سمير فريد على عاطف الطيب.. ولماذا عاد واعتذر؟ نسخة محفوظة 9 نوفمبر 2021 على موقع واي باك مشين.
2. 1 2  اليوميات المجهولة لتحية كاريوكا في نيويورك نسخة محفوظة 9 نوفمبر 2021 على موقع واي باك مشين.
3. 1 2  نوستالجيا| تحية كاريوكا: «كان في أخلاق بالوسط الفني زمان.. وبعت خاتم ألماظ لإنتاج فيلم» نسخة محفوظة 2021-08-09 على موقع واي باك مشين.
4. ↑  استنساخ الأفلام العالمية في السينما المصرية.. سرقة علنية أم مصادفة فنية ؟ نسخة محفوظة 2018-10-10 على موقع واي باك مشين.